# Szczeżar 1
Szczeżar 1 (biał. Шчэжар 1; ros. Щежерь 1) – wieś na Białorusi, w obwodzie mohylewskim, w rejonie mohylewskim, w sielsowiecie Kadzina.
W pobliżu znajdują się przystanki kolejowe Dary i Szczeżar, położone na linii Mohylew – Krzyczew.